# Elaine Shemilt
Elaine Shemilt (Edimburgo, 7 maggio 1954) è un'artista scozzese.
Elaine Shemilt si forma presso la Winchester School of Arts e il Royal College of Art di Londra. È particolarmente nota per la sua attività nell'incisione ma i suoi lavori utilizzano un ampio raggio di media. 
Tra gli anni Settanta e Ottanta è tra le prime sperimentatrici del video "femminista" e realizza diverse installazioni multimediali accanto all'amica artista Helen Chadwick, che nel 1979 la seleziona per il prestigioso Hayward Annual.
Tra le sue opere più significative si ricorda Doppelgänger (1979), una videoperformance sulla trasformazione dell'identità e del corpo.
Nel 1988 ha fondato il Printmaking Department of the School of Fine Art, presso il Duncan of Jordanstone College of Art and Design (University of Dundee, Scozia) dove è stata Direttrice del Corso di Incisione dal 1988 -2001. 
Dal 1998 conduce un progetto per migliorare l'ambiente della base militare nelle Isole Falkland. Frutto di questa esperienza, sono nate delle opere esposte nella mostra Tracce di conflitto, Falkland Revisited 1982-2002 presso l'Imperial War Museum.
Attualmente è docente di Incisione e un membro professionale della Società degli Artisti scozzesi, di cui ed è stata presidentessa dal marzo 2007 al 2010. Dal 2000 è membro della Royal Society of Arts e dal 2009 della Royal Geographical Society.
Tra i suoi lavori più recenti ricordiamo con Stephen Partridge, Quattro Minuti di Mezzogiorno presentato nella mostra Fuoriluogo 15 - Una Regressione Motivata, (Limiti Inchiusi Arte Contemporanea, Campobasso, dicembre 2010- gennaio 2011) a cura di Deirdre MacKenna, direttore di Stills - Scotland's Centre for Photography a Edimburgo.
Ricerca
Nel 2013 le è stata assegnata una Royal Society of Edinburgh Caledonian European Research Fellowship per lo studio e la ricerca in Italia, ed è stata presidente della conferenza internazionale di incisione IMPACT 8 tenutasi a Dundee in agosto. 
Nel 2014 le è stato assegnato £ 234.872 dal Consiglio di ricerca per le arti e le discipline umanistiche per svolgere il ruolo di investigatore principale nel progetto di ricerca sulla videoarte femminile europea negli anni '70 e '80 (EWVA).  Una pubblicazione associata al progetto è stata pubblicata nel maggio 2019.  
A partire da marzo 2018 ha iniziato a lavorare come investigatrice principale su un altro progetto di ricerca finanziato dalla AHRC (£ 215.602), Richard Demarco, il collegamento italiano | Scambi tra Scozia e Italia attraverso Richard Demarco nel contesto europeo - uno studio sull'omonimo artista, animatore, gallerista e promotore delle arti visive e dello spettacolo. 
Esposizioni
L'interesse per i primi video e le performance di Shemilt è cresciuto all'inizio del XXI secolo. La mostra, SHE DEVIL 8, a Roma nel 2016 è stata descritta:
"La madrina di SHE DEVIL 8 è Elaine Shemilt con la performance video Doppelgänger. Il lavoro fa parte di una serie di esperimenti video di donne artisti negli anni '70 e '80, riscoperti e rimasterizzati digitalmente dal progetto di ricerca REWIND, .... Doppelgänger è uno dei due video ancora esistenti di una serie iniziata da Shemilt nel 1974, recuperata nel 2011. Il termine doppelgänger è usato nella cultura tedesca per indicare il gemello malvagio (doppel / double e gänger / goer). Il doppelgänger di Elaine Shemilt è assolutamente femminile. L'artista si trucca davanti allo specchio in un rituale diviso tra il viso e la sua immagine riflessa che genera il doppio, protagonista assoluto del finale ". 
Shemilt è stata descritta nel libro di Gabriel Schor, The Feminist Avant Garde, Arte degli anni '70 nel 2016. Nel 2018. molte sue opere degli anni '70 sono state acquisite dalla collezione d'arte SAMMLUNG VERBUND di Vienna, e il suo lavoro è in una mostra itinerante, "The Feminist Avant-Garde of the 1970s", in mostra a Stavanger (Norvegia), Brno (Repubblica Ceca), Barcellona (Spagna) e New York City. 
Nel 2019 lei e l'artista veneziana Federica Marangoni hanno collaborato a "Parallel Dialogues Through Video and Time" alla Corte di Casa Golden di Venezia. La mostra, a cura di Laura Leuzzi e Iliyana Nedkova con l'assistenza di Adam Lockhart. 

## Opere
- I'm dead, 1975
- Art into protest, 1975
- Ancient Death Rituals, 1979
- Bullets & Lipstick, 1981
- Doppelganger, 1981
- Momento Mori, 1996
- Chimera, 1998-99
- Legacy, 2004
- Rush, 2007
- The Dry Valley, 2010
- Quattro minuti di mezzorgiorno, 2011, in collaborazione con Stephen Partridge